# Basilica della Dormizione di Maria
La basilica della Dormizione di Maria è un luogo di culto cattolico di Gerusalemme, al di fuori della cinta muraria della città vecchia, nel luogo comunemente chiamato Monte Sion, vicino alla Porta di Sion.

## Storia e descrizione
Il primo scritto che parla della morte e dell'assunzione di Maria in cielo, è un testo apocrifo del II secolo, il Transito di Maria, che ambienta l'avvenimento sul Monte Sion: l'anima di Maria, dopo la morte, sarebbe stata portata direttamente in cielo da Gesù, mentre il suo corpo veniva sepolto; ma dopo qualche tempo, su insistenza degli apostoli, Gesù ritornò e fece aprire dagli angeli la tomba di sua madre, che ne uscì viva e venne assunta in cielo. Questo è il racconto tradizionale.
Solo in epoca crociata però fu eretta una grande basilica che racchiudeva in un unico edificio il luogo tradizionale del transito di Maria (il Somnium Mariae) ed il cenacolo, situato nei pressi dell'attuale basilica. L'imponente edificio crociato non resistette alla fine del regno latino di Gerusalemme ed al ritorno dei musulmani cadde in rovina e la preoccupazione maggiore continuò ad essere rivolta più al cenacolo che al luogo mariano.
Nel 1898 il sultano ottomano Abdul Hamid II donò il luogo della dormizione di Maria all'imperatore tedesco Guglielmo II che, agli inizi del XX secolo, fece costruire la chiesa dall'architetto Heinrich Renard; essa fu consacrata nel 1910 e dal 1957 ha il titolo di basilica minore. Essa fu progettata e costruita sul modello della cattedrale carolingia di Aquisgrana ed è di proprietà dei benedettini, il cui monastero è annesso alla chiesa.
Nella cripta circolare della chiesa è conservata una scultura in legno ed avorio raffigurante la Vergine Maria dormiente.
Essendo uno dei luoghi più sacri per gli ebrei la presenza di un santuario dedicato ad un'entità estranea al Yahweh del popolo ebraico, viene visto da alcuni di loro come un'offesa al Dio dell'ebraismo.

## Galleria d'immagini

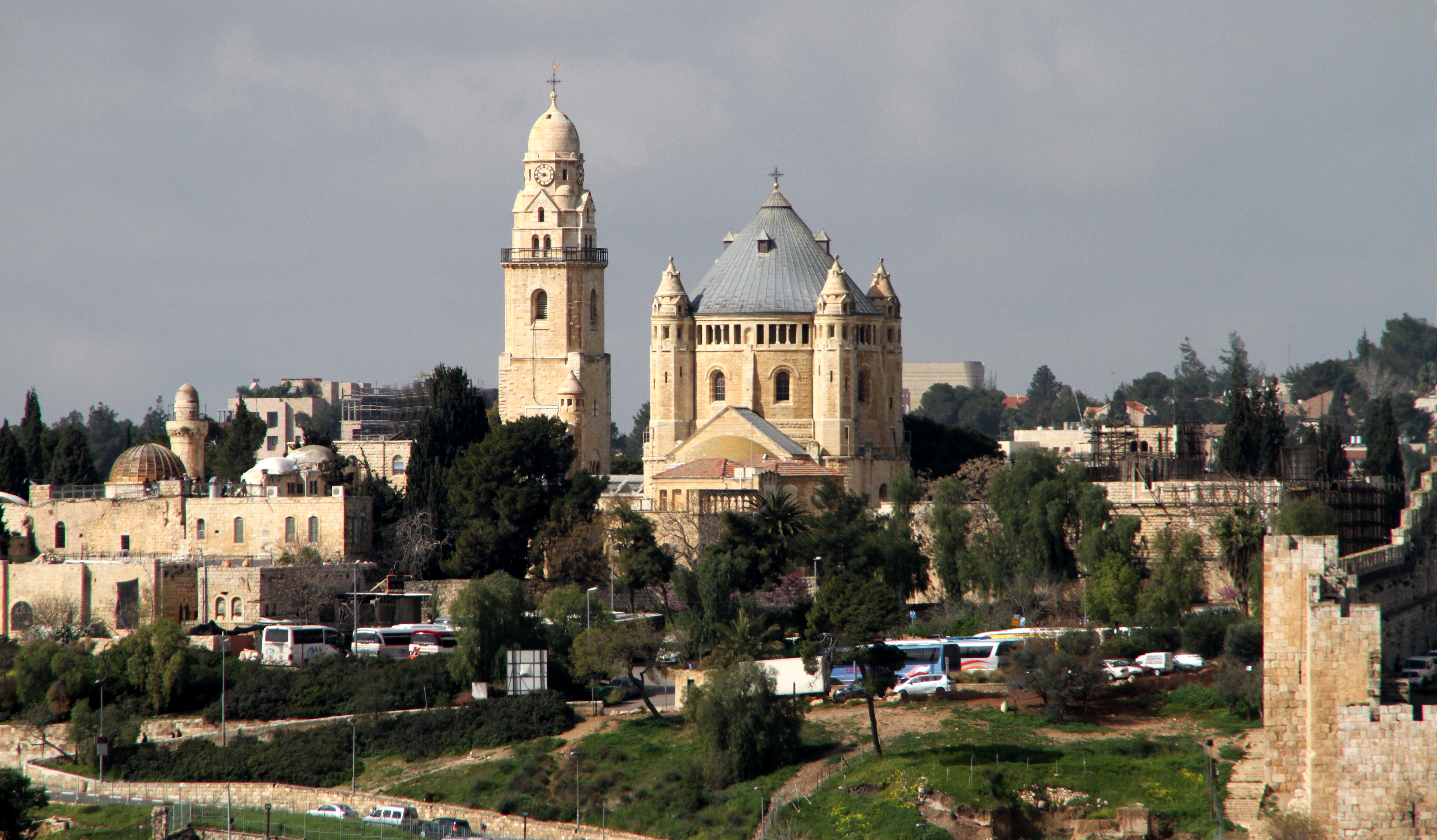
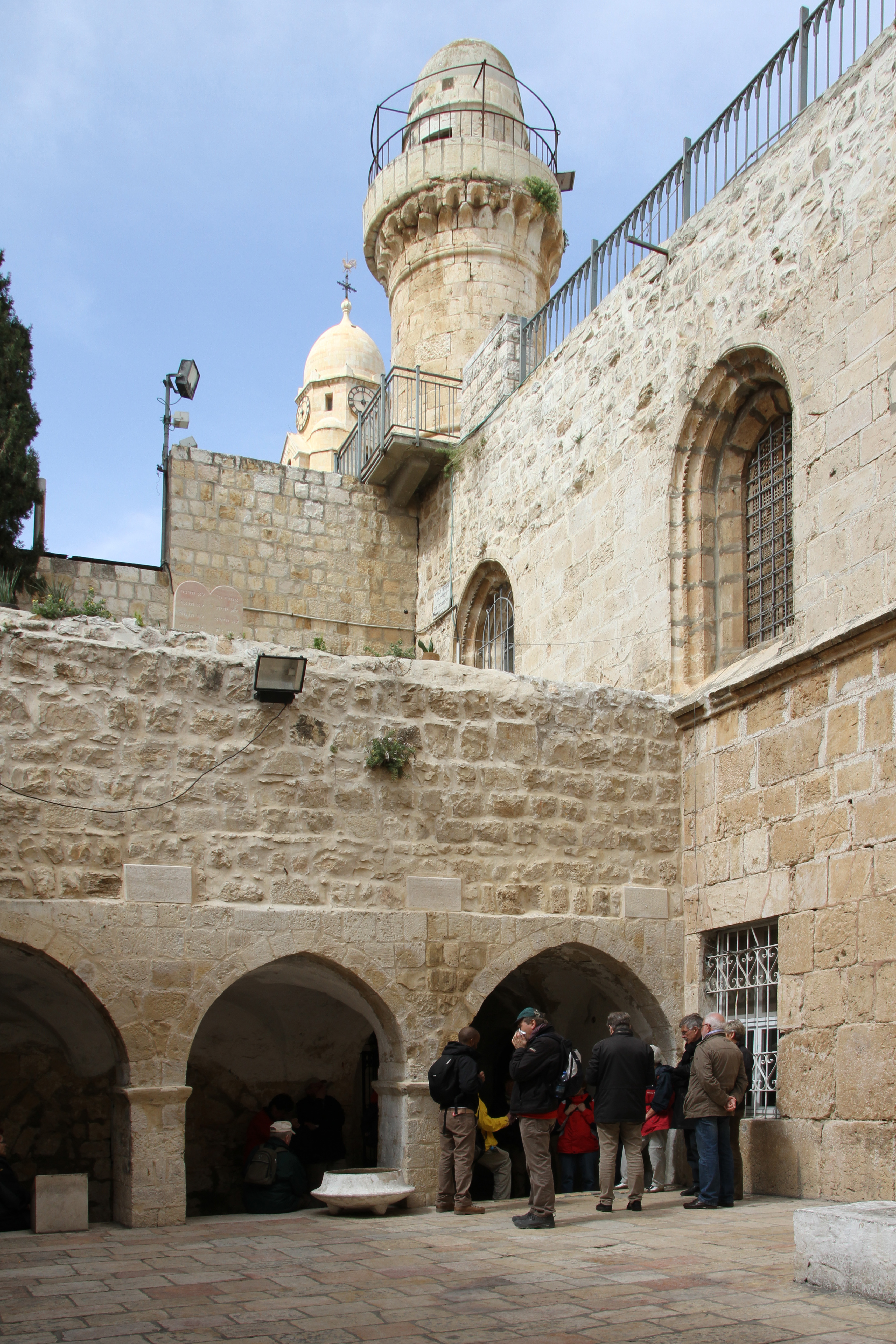
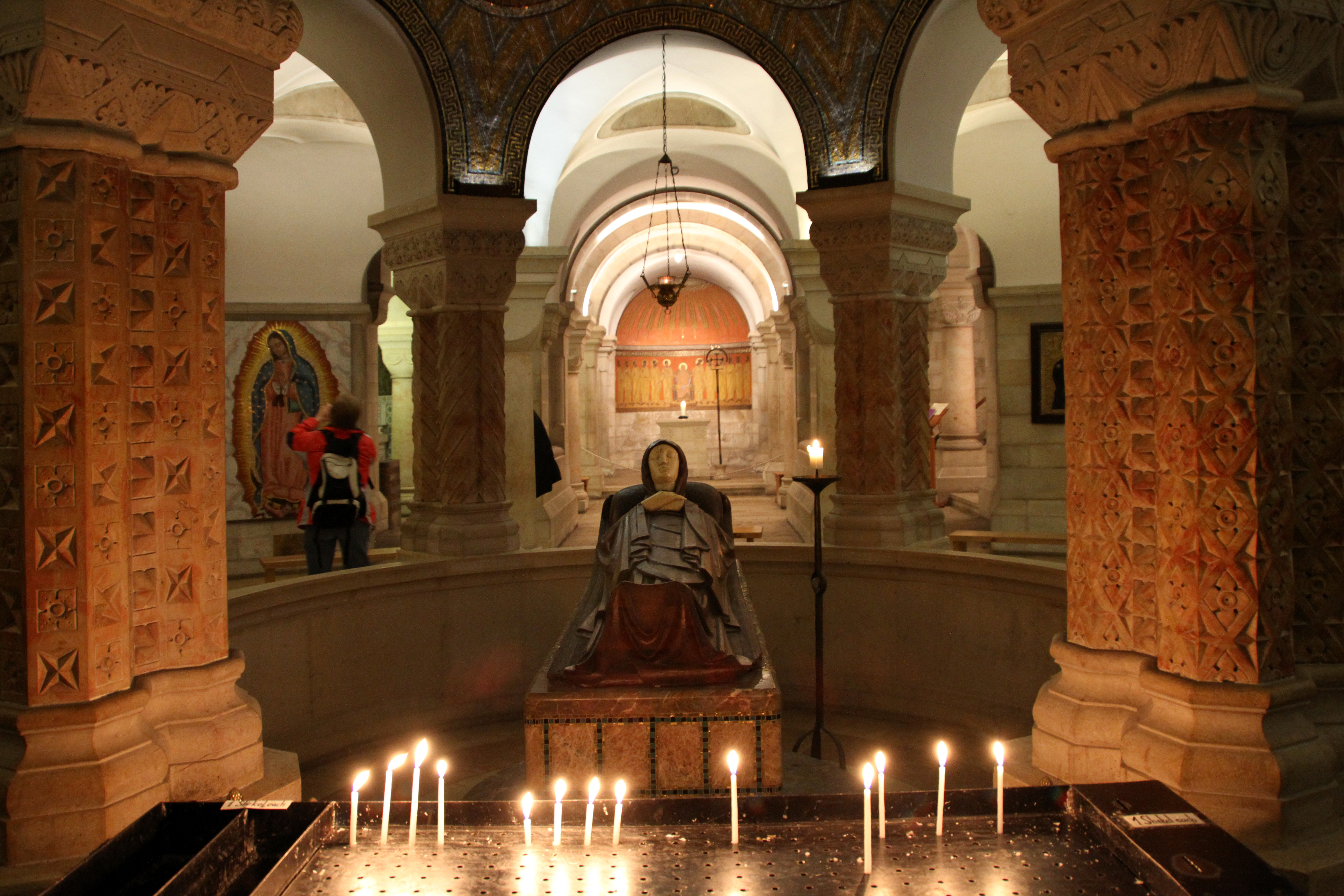
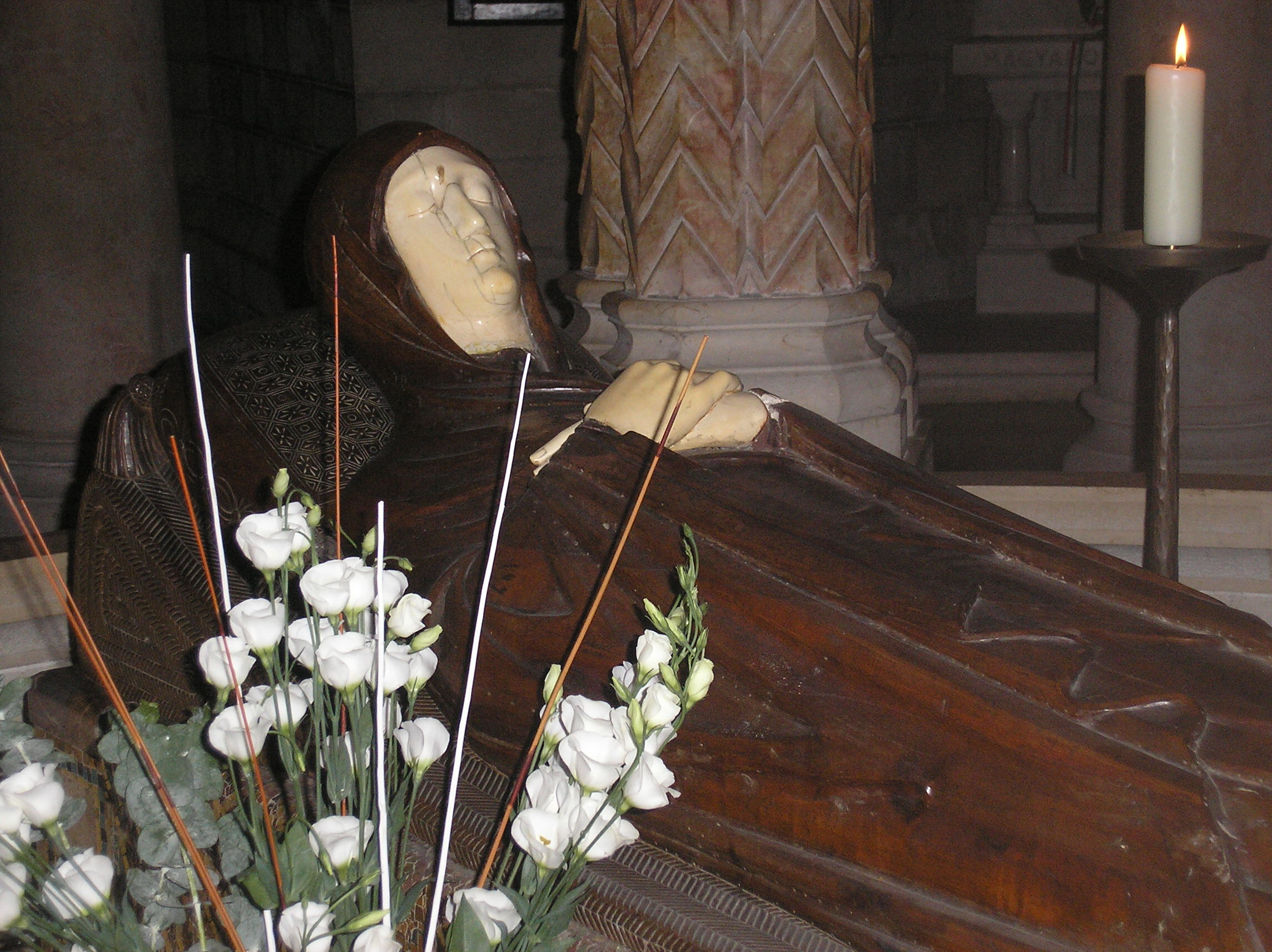
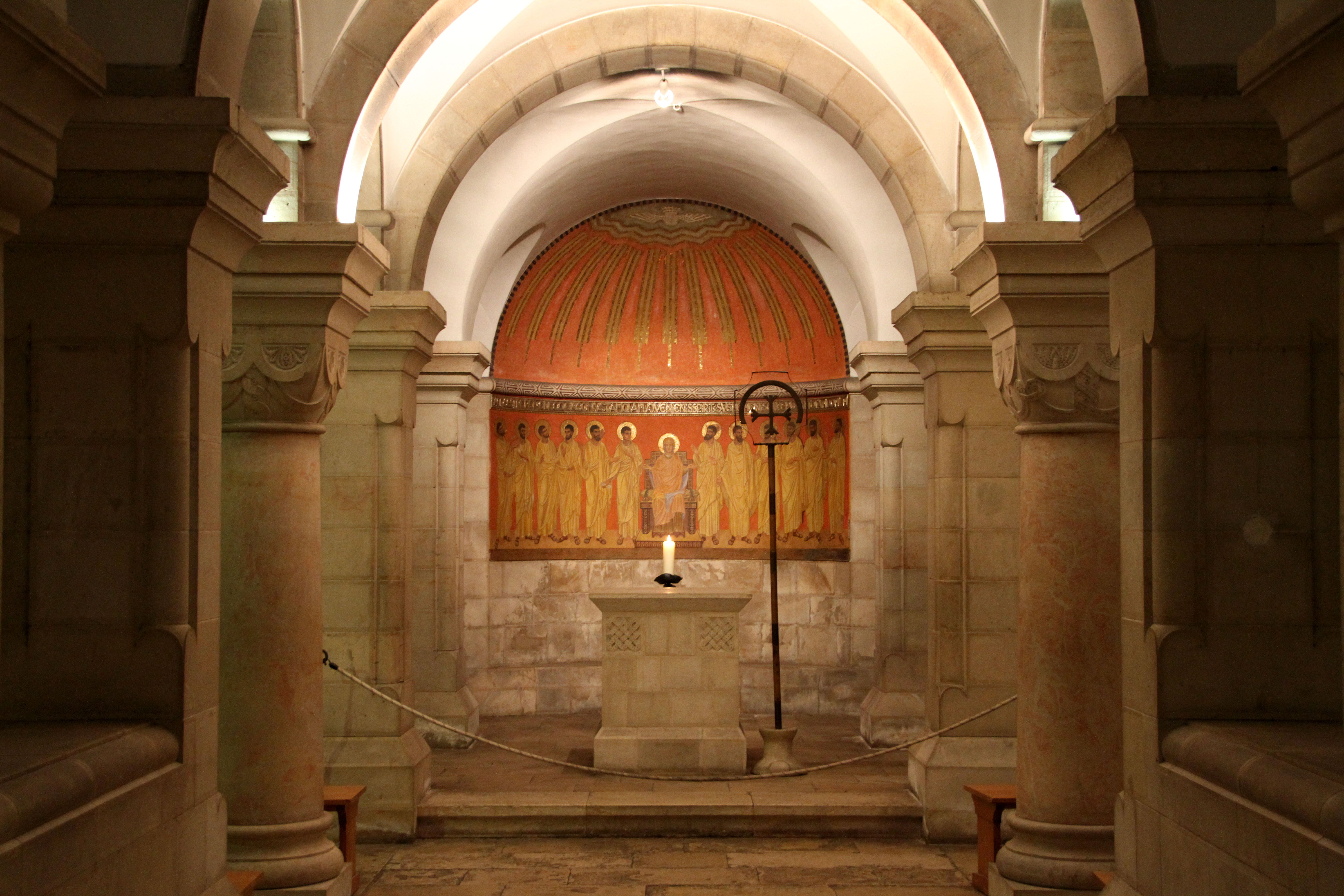
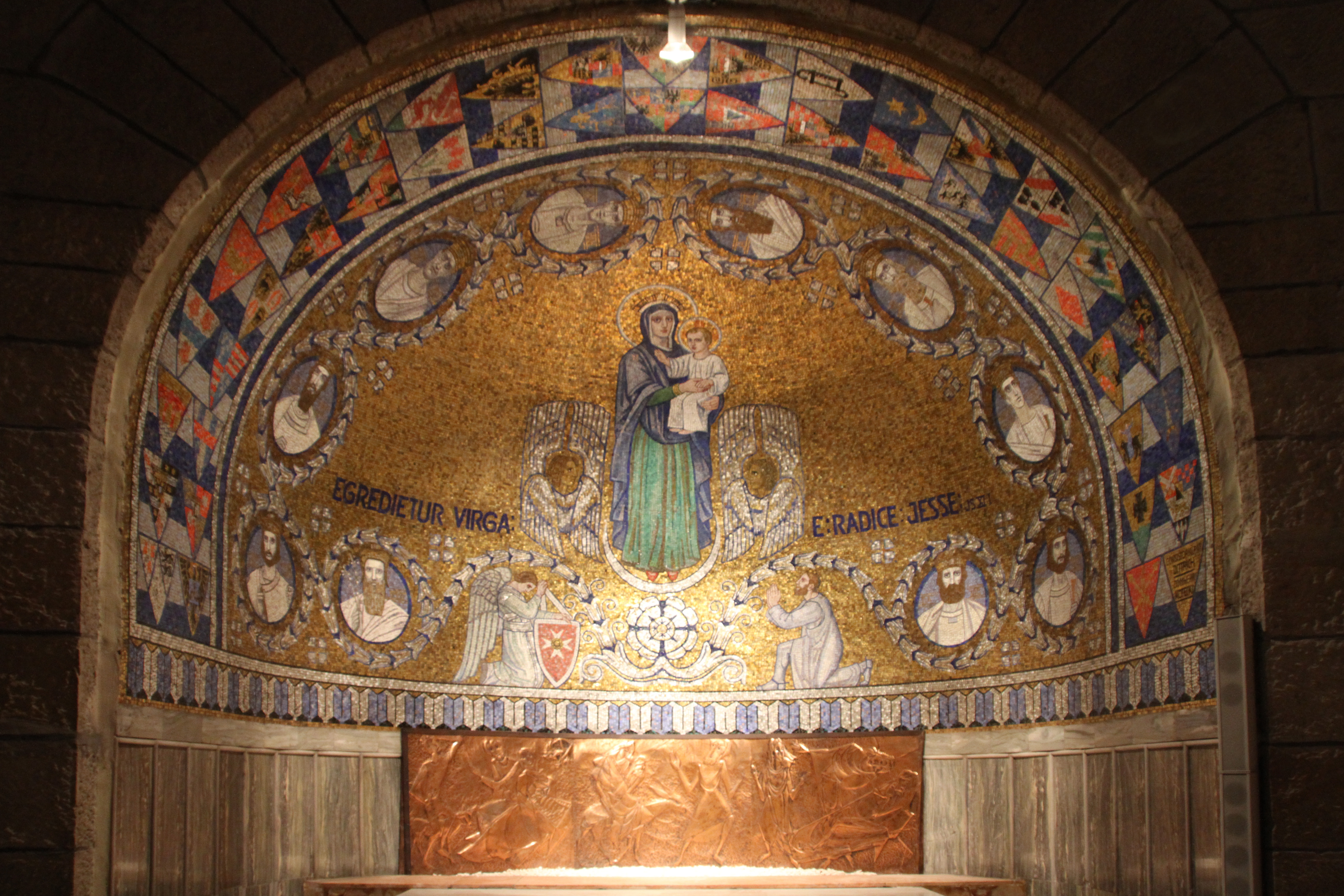